# Лучице (Пријепоље)
Лучице је насеље у Србији у општини Пријепоље у Златиборском округу. Према попису из 2022. било је 98 становника.
Овде се налази Железничка станица Лучице.

## Демографија
У насељу Лучице живи 130 пунолетних становника, а просечна старост становништва износи 37,1 година (35,3 код мушкараца и 38,9 код жена). У насељу има 44 домаћинства, а просечан број чланова по домаћинству је 3,84.
Ово насеље је великим делом насељено Србима (према попису из 2002. године).
|  |

| Демографија | Демографија | Демографија |
| Година      | Становника  | Становника  |
| ----------- | ----------- | ----------- |
| 1948.       | 182         |             |
| 1953.       | 205         |             |
| 1961.       | 194         |             |
| 1971.       | 180         |             |
| 1981.       | 177         |             |
| 1991.       | 178         | 177         |
| 2002.       | 169         | 172         |

| Етнички састав према попису из 2002.‍ | Етнички састав према попису из 2002.‍ | Етнички састав према попису из 2002.‍ | Етнички састав према попису из 2002.‍ | Етнички састав према попису из 2002.‍ |
| ------------------------------------ | ------------------------------------ | ------------------------------------ | ------------------------------------ | ------------------------------------ |
|                                      |                                      |                                      |                                      |                                      |
| Срби                                 | Срби                                 |                                      | 168                                  | 99,40%                               |
| непознато                            | непознато                            |                                      | 0                                    | 0,0%                                 |

| Година пописа     | 1948. | 1953. | 1961. | 1971. | 1981. | 1991. | 2002. |
| ----------------- | ----- | ----- | ----- | ----- | ----- | ----- | ----- |
| Број домаћинстава | 26    | 31    | 36    | 39    | 41    | 40    | 44    |

| Број чланова      | 1  | 2 | 3 | 4 | 5  | 6 | 7 | 8 | 9 | 10 и више | Просек |
| ----------------- | -- | - | - | - | -- | - | - | - | - | --------- | ------ |
| Број домаћинстава | 10 | 6 | 6 | 4 | 10 | 2 | 4 | 0 | 0 | 2         | 3,84   |

| Пол    | Укупно | Неожењен/Неудата | Ожењен/Удата | Удовац/Удовица | Разведен/Разведена | Непознато |
| ------ | ------ | ---------------- | ------------ | -------------- | ------------------ | --------- |
| Мушки  | 71     | 27               | 42           | 2              | 0                  | 0         |
| Женски | 72     | 17               | 45           | 10             | 0                  | 0         |
| УКУПНО | 143    | 44               | 87           | 12             | 0                  | 0         |

| Пол    | Укупно                    | Пољопривреда, лов и шумарство | Рибарство                            | Вађење руде и камена | Прерађивачка индустрија       |
| ------ | ------------------------- | ----------------------------- | ------------------------------------ | -------------------- | ----------------------------- |
| Мушки  | 29                        | 4                             | 0                                    | 0                    | 4                             |
| Женски | 20                        | 4                             | 0                                    | 0                    | 11                            |
| УКУПНО | 49                        | 8                             | 0                                    | 0                    | 15                            |
| Пол    | Производња и снабдевање   | Грађевинарство                | Трговина                             | Хотели и ресторани   | Саобраћај, складиштење и везе |
| Мушки  | 1                         | 3                             | 1                                    | 0                    | 12                            |
| Женски | 0                         | 0                             | 0                                    | 0                    | 0                             |
| УКУПНО | 1                         | 3                             | 1                                    | 0                    | 12                            |
| Пол    | Финансијско посредовање   | Некретнине                    | Државна управа и одбрана             | Образовање           | Здравствени и социјални рад   |
| Мушки  | 0                         | 0                             | 2                                    | 1                    | 0                             |
| Женски | 1                         | 0                             | 0                                    | 3                    | 1                             |
| УКУПНО | 1                         | 0                             | 2                                    | 4                    | 1                             |
| Пол    | Остале услужне активности | Приватна домаћинства          | Екстериторијалне организације и тела | Непознато            | Непознато                     |
| Мушки  | 0                         | 0                             | 0                                    | 1                    | 1                             |
| Женски | 0                         | 0                             | 0                                    | 0                    | 0                             |
| УКУПНО | 0                         | 0                             | 0                                    | 1                    | 1                             |